# Ciudades de Estados Unidos
La cultura estadounidense se fundamenta en las ciudades y el paisaje urbano (en particular los barrios de rascacielos) mantiene un destacado papel en la cultura popular. 
Hoy, la mayoría de los estadounidenses viven en ciudades, y los Estados Unidos se sitúa en el tercer lugar del mundo en cuanto a población urbana, en valor absoluto. Más del 30% de los estadounidenses viven en una metrópolis de más de cinco millones de habitantes. Estas aglomeraciones son recientes y se estructuran en redes. Su peso económico es considerable para el país. 
En julio de 2007, Estados Unidos tenía 207 ciudades de más de 100.000 habitantes —véanse en Anexo:Ciudades de Estados Unidos por población— y contaba con 51 áreas metropolitanas que superan el millón de habitantes, de las que nueve superan los cinco millones.
Muchas de las grandes ciudades estadounidenses, como las del resto de países, conocen dificultades vinculadas a la inmigración, a los cambios sociales y a la globalización.

## Modelo de la ciudad estadounidense

### Trazados
La disposición más frecuente de los centros urbanos estadounidenses es el plano en damero. No obstante, este plano puede variar en función de la configuración del lugar (p.ej. Boston), de la historia de la ciudad (Washington D. C.), etc. El plano en tablero no es ni una novedad ni una excepción en la época moderna: las ciudades antiguas (Alejandría, Pompeya) o medievales (las bastidas) aplicaban ya esta organización y otras ciudades del continente americano la adoptaron en los siglos XVII y XVIII. El plano ortogonal responde a las exigencias de rapidez y de racionalización del espacio.

Plano de Washington D.C.
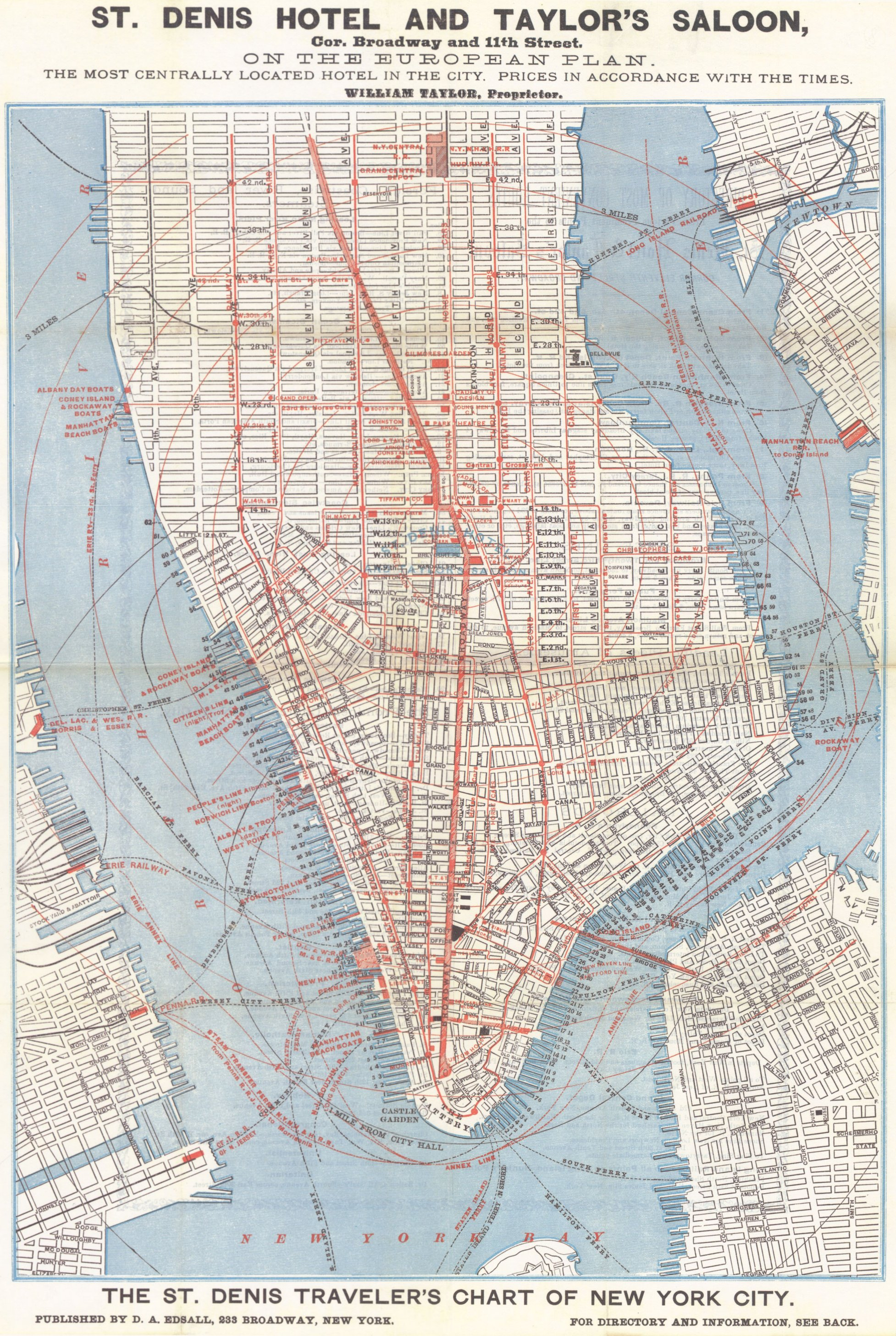
Manhattan (sur) (1879)
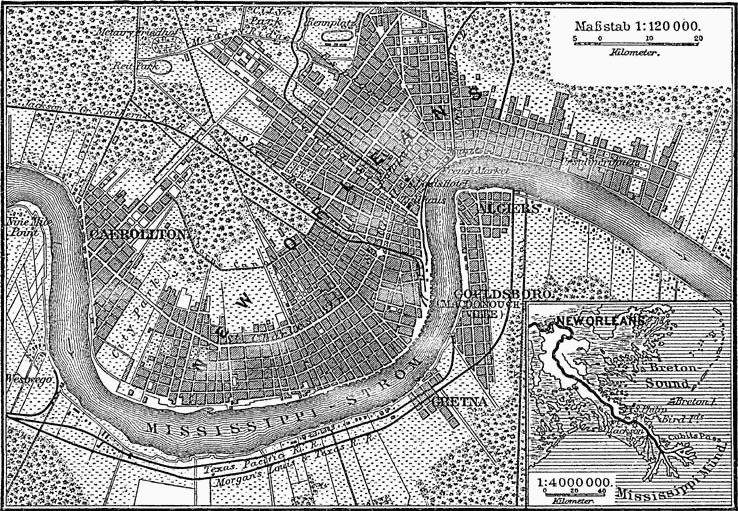
Nueva Orleans (1888)
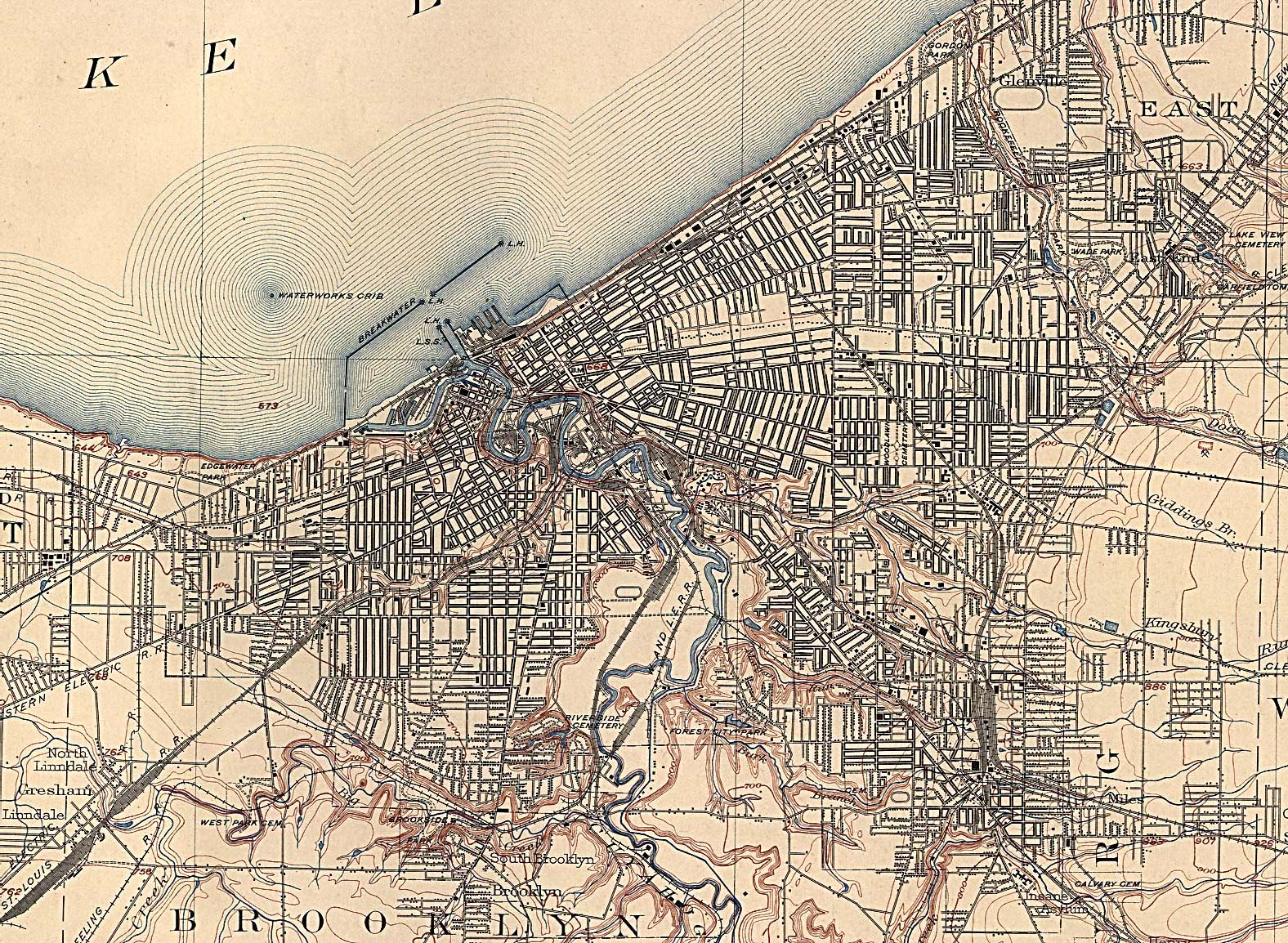
Cleveland, 1904

### Organización y descripción de los barrios

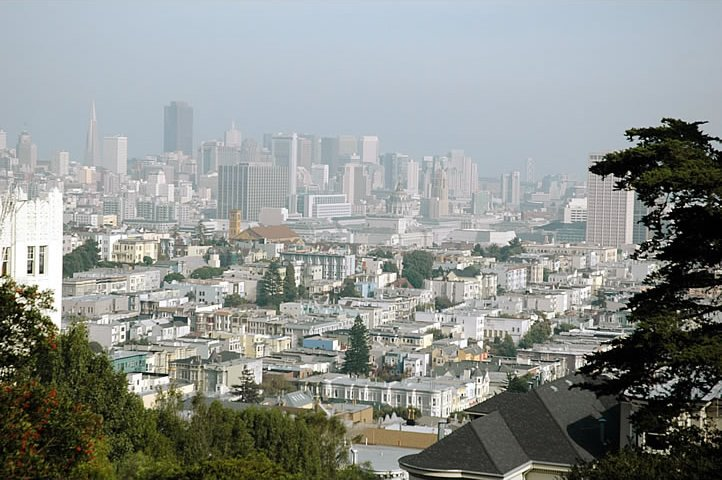
San Francisco: CBD al fondo y barrios intermedios en primer plano.

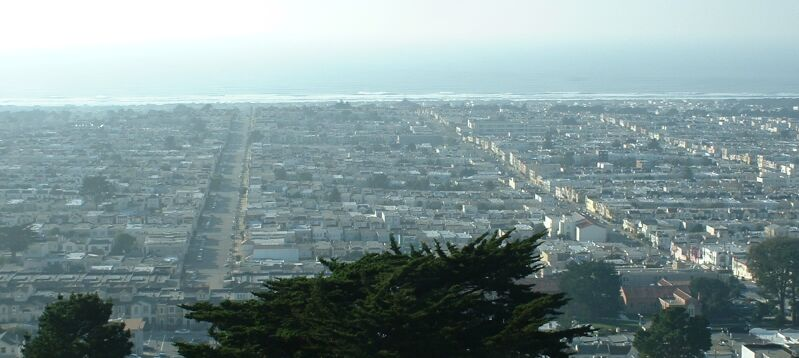
Outer Sunset District, afueras de San Francisco.

Las grandes ciudades estadounidenses tienen una estructura y una organización similar, que sigue un modelo concéntrico:

#### El centro de negocios
- En el centro se encuentra el CBD (Central Business District o centro de negocios): la trama de las calles forma un plano ortogonal o en damero. Cada cuadrilátero formado por la intersección de las calles constituye un bloque o manzana. La mayoría de las calles lleva un número y una orientación (ejemplo: 33.ª Calle Norte: 33rd Street North). Sin embargo, numerosas calles llevan nombres de tipo geográfico o histórico (Columbus Street en San Francisco, Broadway en Nueva York, etc).

El centro de negocios o centro financiero es una importante concentración de rascacielos que albergan oficinas, administraciones, hoteles, tiendas... En Nueva York, existen dos CBD: Downtown y Midtown. Por la noche, con el cierre de las oficinas, el CBD queda desierto.

#### Los barrios intermedios
Se encuentran en torno al CBD y están constituidos por inmuebles relativamente antiguos y poco elevados, fábricas y almacenes. Se distinguen varios tipos:
- Áreas industriales
- Almacenes transformados en lofts y en galerías de arte
- Barrios marginales y guetos
- Hábitat

#### La periferia

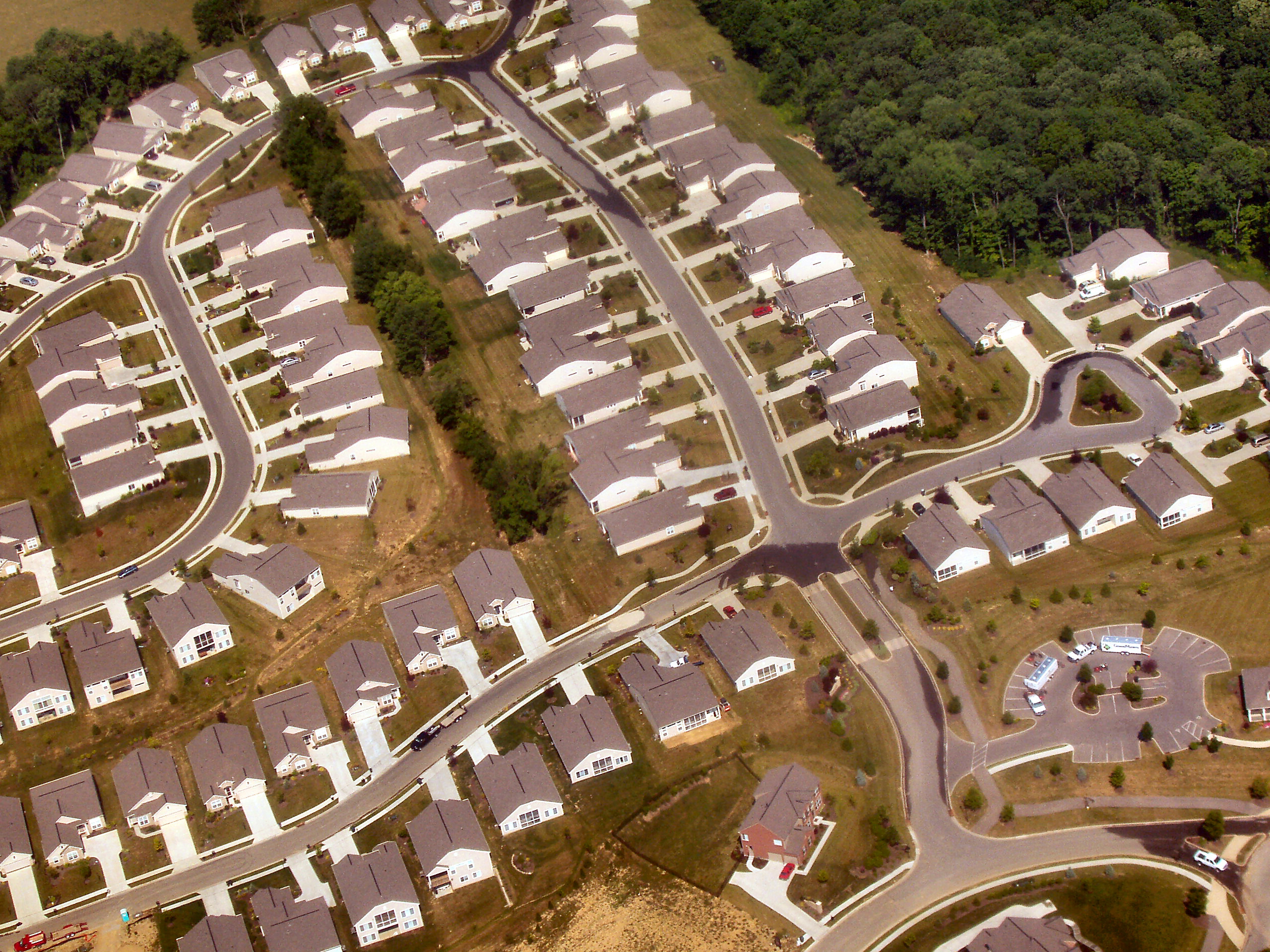
Suburbio residencial en Cincinnati.

- Descripción: los suburbios residenciales (suburbs) se extienden por la periferia y albergan a las clases medias. El hábitat está en general urbanizado y la densidad es más bien baja (exurbanización). Aquí también se localizan servicios, centros comerciales, industrias de tecnología punta y parques.
- Las causas de la expansión urbana: las periferias se extienden en detrimento del espacio rural, gracias a las infraestructuras viarias. Esta tendencia se explica por el crecimiento demográfico que conoce Estados Unidos. Al contrario que Europa, la parte occidental del país ofrece espacios poco poblados que garantizan reservas de espacio de bajo coste para el desarrollo urbano. Las empresas se establecen en la periferia para beneficiarse de los alquileres y de los costes hipotecarios, menos elevados que si se localizaran en el centro.
- Las ciudades que más se han expandido entre 1970 y 1990 han sido Houston, Atlanta, Phoenix y Washington D. C..[4]

Las ciudades de Nueva York y Los Ángeles escapan, en parte, a este modelo, porque cuentan con varios centros de negocios (Midtown Manhattan y Financial District en el caso de Nueva York).

### Tipos de ciudades estadounidenses
Funcionalmente, en los Estados Unidos hay muchos tipos de ciudades, siendo los más destacados los siguientes:
- industriales: a menudo situadas en el Manufacturing Belt; ejemplos: Detroit
- portuarias: Nueva York, Chicago, Long Beach
- administrativas: las capitales de los estados federados, en particular las que no son las más pobladas del estado; ejemplo: Sacramento.
- universitarias: Cambridge, en la aglomeración de Boston, es la más antigua. En California, las ciudades de Berkeley, Stanford y Palo Alto se benefician de la presencia de millares de estudiantes. La orientación científica de estas universidades induce en paralelo actividades de alto nivel tecnológico (Silicon Valley, Route 128, etc.)
- de juego: Atlantic City, Las Vegas, Reno
- turísticas: Nueva York, Miami, San Francisco, Nueva Orleans, Los Ángeles

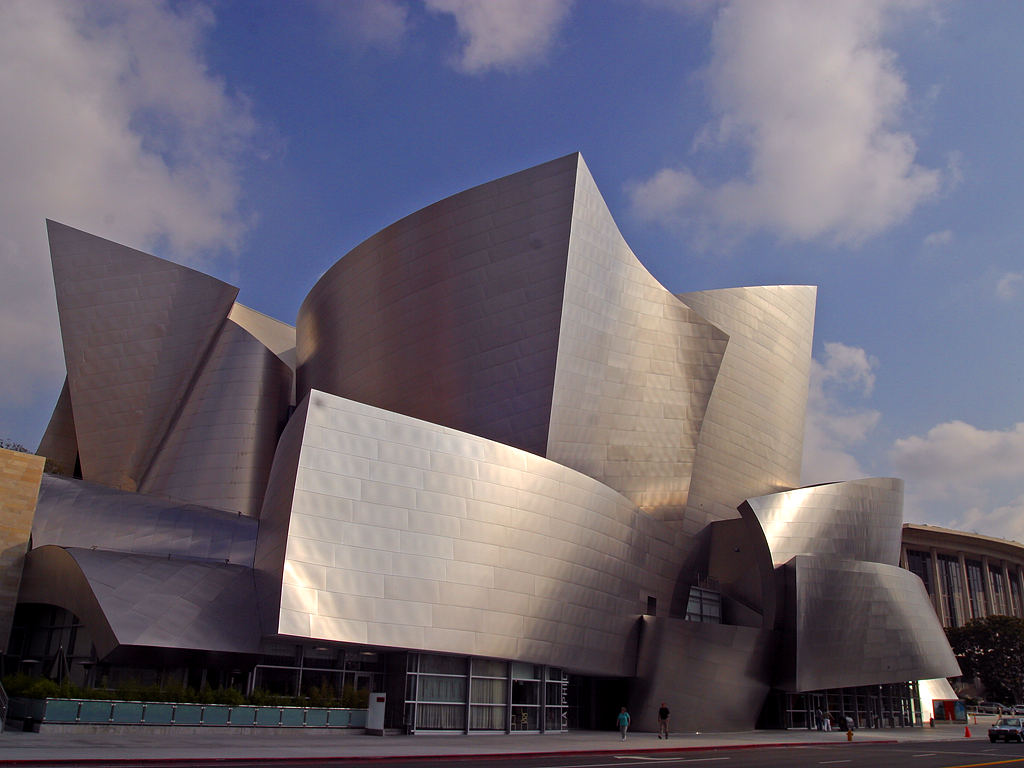
El Walt Disney Concert Hall, Los Ángeles.

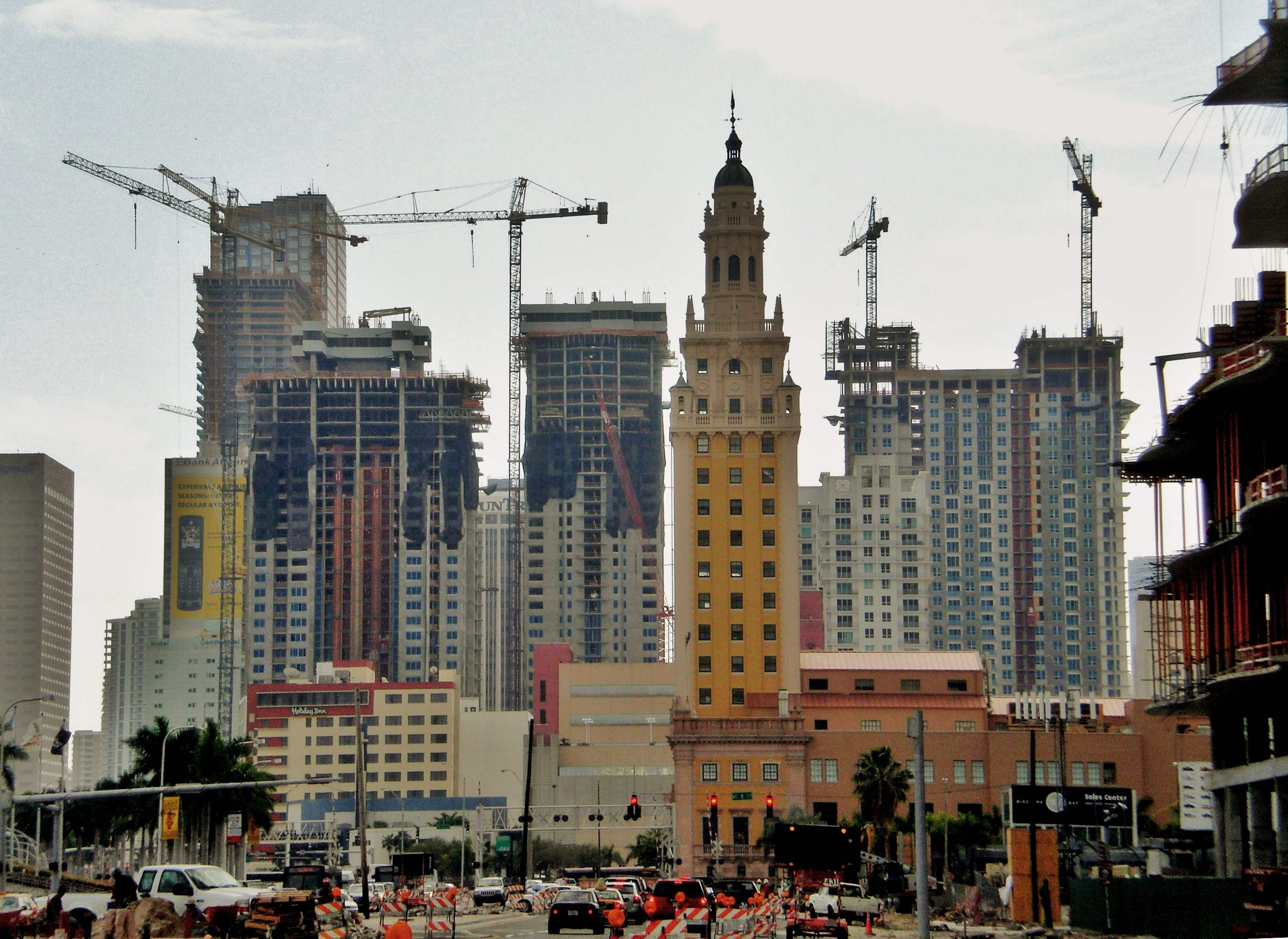
Miami en febrero de 2007.

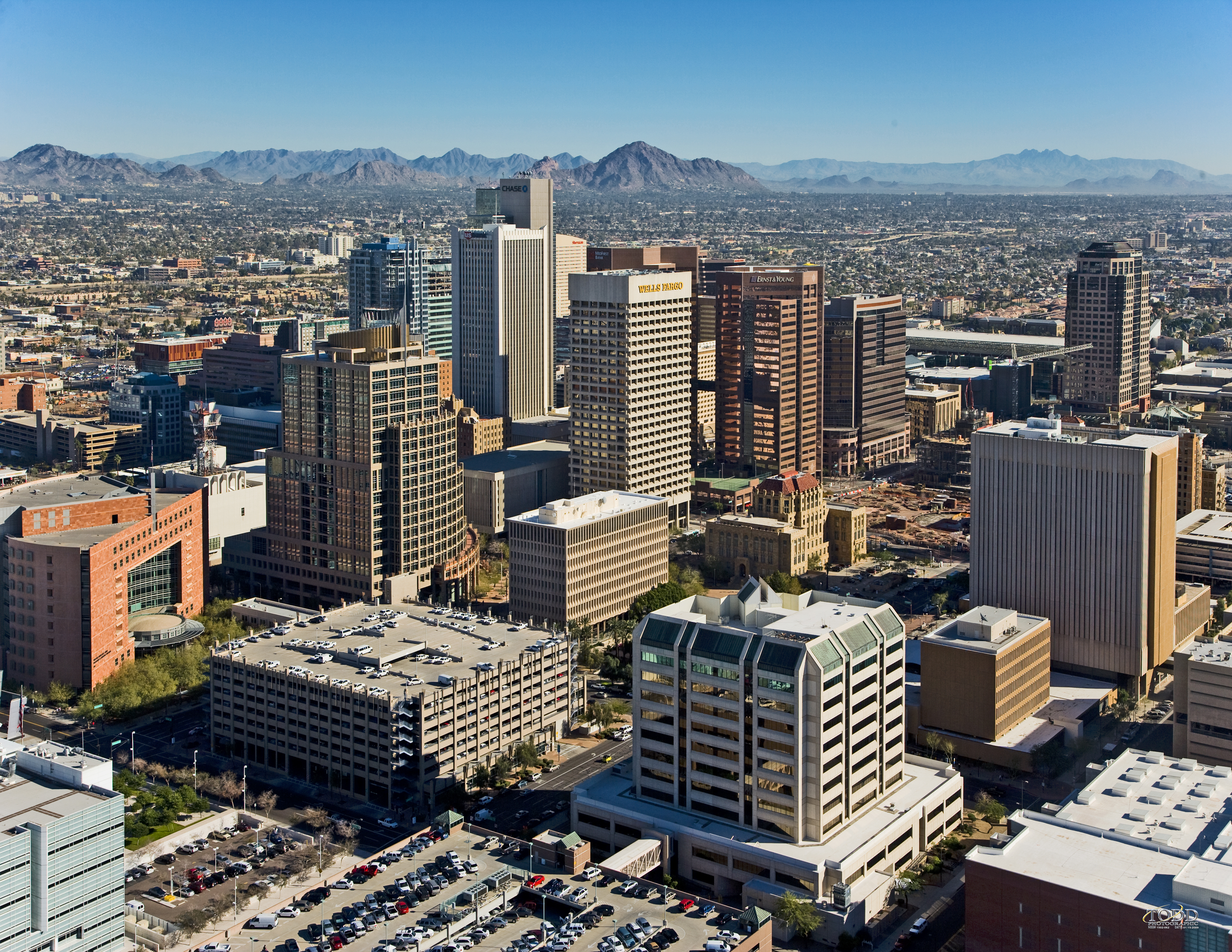
La ciudad de más rápido desarrollo: Phoenix, en Arizona.

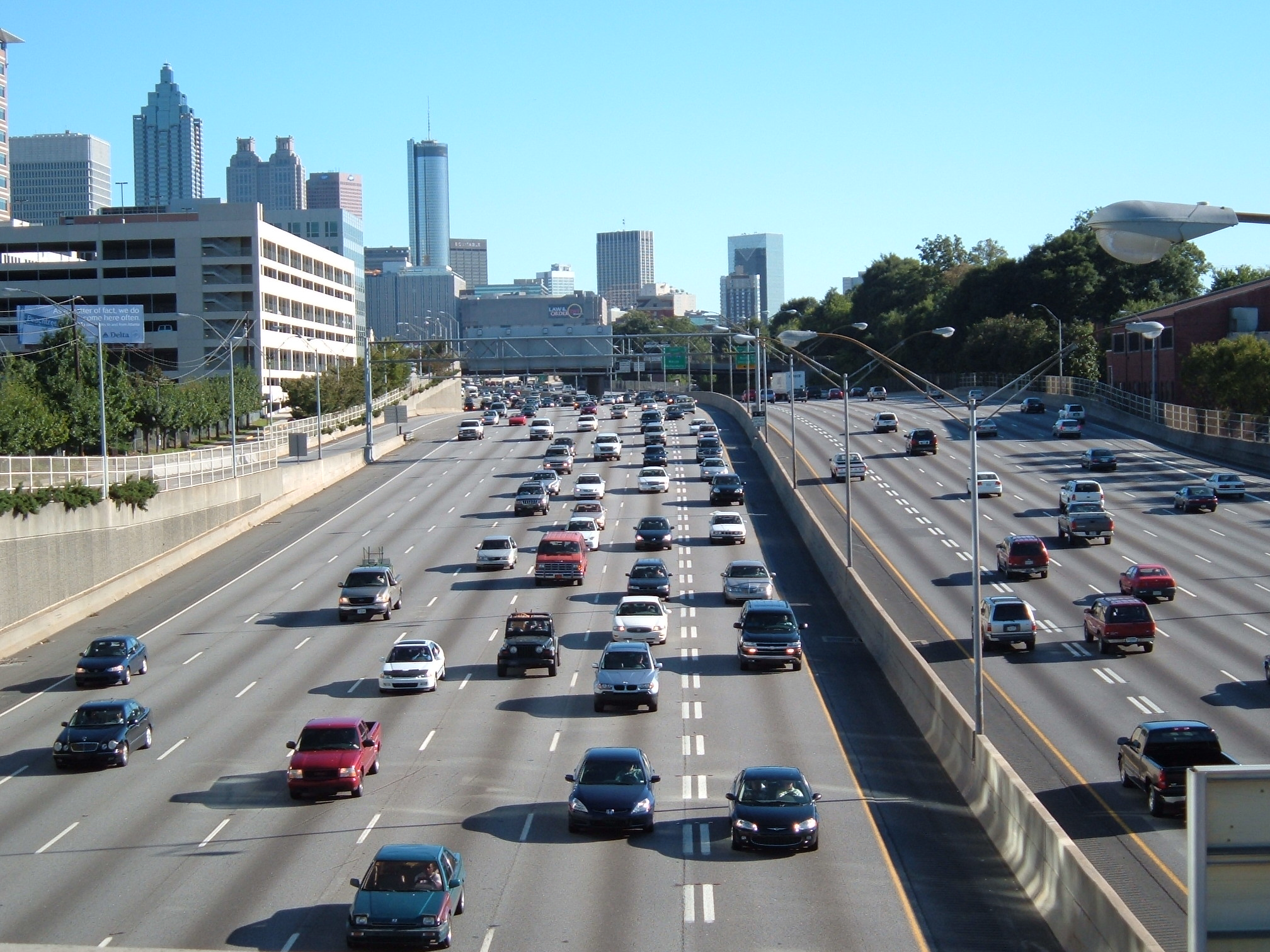
Una autopista urbana (Atlanta).

### Las ciudades estadounidenses y la globalización
- El Tratado de Libre Comercio de América del Norte ha provocado el crecimiento de las ciudades gemelas en la frontera entre Estados Unidos y México.

### ¿Una crisis urbana?
En la cultura estadounidense, la ciudad está considerada desde hace mucho tiempo como un lugar donde se concentran todos los males de la sociedad. Inspirado por las ideas de Rousseau, Thomas Jefferson soñaba con una sociedad de pequeños terratenientes libres e iguales. En el siglo XIX, la corriente transcendantalista, traída por Ralph Waldo Emerson, Henry David Thoreau o Nathaniel Hawthorne, exalta la naturaleza.
Las ciudades estadounidenses se enfrentan a numerosos desafíos:
- la degradación de los equipamientos urbanos, sobre todo en las ciudades del Rust Belt, afectadas por la desindustrialización.
- la insuficiencia de los equipamientos en las ciudades de fuerte crecimiento del Sun Belt.
- la crisis financiera provocada por la subida de los gastos (presupuestos sociales, salarios de los funcionarios municipales) y la falta de financiación.
- la crisis de los centros de las ciudades, que han visto un crecimiento de la criminalidad y el empobrecimiento, y la migración de los comercios a las afueras.

No obstante, varias ciudades han probado remedios parciales: las políticas de austeridad han permitido reequilibrar los fondos municipales.
- En Nueva York, como en el resto de Estados Unidos, la criminalidad y la delincuencia han disminuido desde comienzos de los años 1990. Este éxito viene de la gestión del alcalde de la ciudad, Rudolph Giuliani, entre 1993 y 1998. Durante este periodo, el número de homicidios al año se ha dividido entre más de tres.[6] Estos resultados son la consecuencia de:
  - la "tolerancia cero",
  - una represión más fuerte,
  - la bajada del paro,
  - la rehabilitación de los barrios del norte de Manhattan, por ejemplo Harlem,
  - la omnipresencia de la policía y la integración de las minorías étnicas en las fuerzas del orden,
  - un trabajo concertado de las diversas instituciones municipales, en particular de las escuelas.

### Revitalización de los centros
Desde los años 1980-1990, los ayuntamientos, ayudadas por inversiones privadas, intentan revitalizar los centros de las ciudades estadounidenses. Los medios de esta política son numerosos: se rehabilitan y renuevan ciertos sectores (Nueva York). Los frentes de mar (o de lago) se reconvierten en zonas turísticas (con museos, acuarios, tiendas) y de ocio en Boston, San Francisco, Chicago.
Estos proyectos les son encomendados a arquitectos prestigiosos, con el fin de darles un renombre internacional: Richard Meier (Broad Arts Center del UCLA), Renzo Piano (Los Angeles County Museum of Art), César Pelli (Pacific Design Center), Jacques Herzog y Pierre de Meuron (Museo De Young de San Francisco)... La renovación de los barrios centrales acarrea un fenómeno de gentrificación que se manifiesta por un aumento de los ingresos medios de los habitantes y un descenso de la inseguridad.
El dinamismo del centro urbano estadounidense se manifiesta también por la construcción de nuevos rascacielos en Nueva York (World Trade Center), en Chicago (la Chicago Spire en 2010 medirá 609 metros de altura) o en Miami (el Empire World Tower, de 366 metros de altura, previsto para 2010).

### El crecimiento urbano
El crecimiento demográfico de ciertas ciudades, en su mayoría situadas en el Sun Belt, es particularmente espectacular: es el caso de Las Vegas, Phoenix, etc. (Fuente: Oficina del Censo de los Estados Unidos)

### Problemas vinculados a la expansión urbana (urban sprawl)
La expansión urbana acarrea la aparición de megalópolis: se identifica claramente la del Noreste, el BosWash. Están en vías de formación otras megalópolis, en California y en la región de los Grandes Lagos. La extensión del espacio urbano es posible gracias al uso del automóvil, lo que plantea un cierto número de problemas:
- amenaza al medio natural;
- desaparición del espacio rural;
- contaminación atmosférica debida a las emisiones los automóviles;
- saturación de las autopistas en las horas punta;
- desvitalización de los centros de las ciudades, que se ven relegados a la función administrativa y política.[7]

## La red urbana

### Definiciones
Los criterios para definir los espacios urbanos son muy complejos. En inglés, según el tamaño y la naturaleza de la entidad, se utilizan diferentes vocablos:
- city, una gran ciudad;
- town, una ciudad pequeña o mediana. La palabra town se usa también para designar a las ciudades fantasmas (Ghost Towns), las new towns (ciudades nuevas) de los años 1960 y los barrios de negocios de las grandes ciudades (downtown).
- a nivel local, el distrito (borough), en especial en Nueva York;
- finalmente la palabra village se emplea para aldeas y agrupaciones rurales.

Técnicamente, desde el punto de vista demográfico, desde 1900, una ciudad estadounidense debe de contar con más de 2500 habitantes. Además, las zonas urbanas de referencia han cambiado varias veces de nombre a lo largo del siglo XX. Para hacerlo más simple, hoy el territorio estadounidense se compone de áreas metropolitanas (MSA y CMSA) y de áreas no metropolitanas (nonmetropolitan areas en inglés).
| Siglas | Ámbito territorial[8]                                                                   | Definición |
| -      | Distrito metropolitano                                                                  | Expresión aparecida en la primera mitad del siglo XX para designar una ciudad de más de 20.000 habitantes. |
| MSA    | Metropolitan Statistical Area (área metropolitana estadística)                          | ámbito que agrupa a los condados en torno a una ciudad de más de 50.000 habitantes. Pueden comprender uno o varios núcleos urbanos (llamados places) y suburbios. Se clasifican en cinco niveles según su importancia demográfica. |
| CMSA   | Consolidated Metropolitan Statistical Area (área metropolitana estadística consolidada) | Agrupa varias MSA, por ejemplo: San Francisco-San José-Oakland o incluso Los Ángeles-Riverside-Orange County que reúne 14,5 millones de personas.                                                                                  |
| PMSA   |                                                                                         | Nivel inferior de la MSA |
Las principales características de las áreas metropolitanas son:
- Las tres principales metrópolis son Nueva York, Chicago y Los Ángeles.
- Hay tres tipos de redes urbanas, según el grado de desarrollo:
  - red jerarquizada y completa: Noreste, Medio Oeste, Sureste del Atlántico, California;
  - red incompleta y sin jerarquía: Centro Oeste, Noroeste, Texas;
  - regiones poco urbanizadas, con un solo centro o sin grandes ciudades: las Rocosas, Montana, Alaska
- La urbanización del país no escapa a la litoralización;

La red urbana de Estados Unidos tenía, según las estimaciones para el 1 de julio de 2007 de la Oficina del Censo de Estados Unidos, 269 ciudades con más de 100.000 habitantes (Véanse en Anexo:Ciudades de Estados Unidos por población). Las 25 zonas metropolitanas más pobladas se recogen en la siguiente Tabla. (Dado que al considerar las áreas metropolitanas se emplean a veces otros criterios más amplios, también se incluyen en la Tabla las 10 mayores áreas metropolitanas según Populationdata.net (2006).)

### Principales redes urbanas de Estados Unidos
|            | Oficina del Censo de Estados Unidos (estimaciones 1 de julio de 2007) | Oficina del Censo de Estados Unidos (estimaciones 1 de julio de 2007) | Oficina del Censo de Estados Unidos (estimaciones 1 de julio de 2007) | Oficina del Censo de Estados Unidos (estimaciones 1 de julio de 2007) | Oficina del Censo de Estados Unidos (estimaciones 1 de julio de 2007) |  | Populationdata.net (2006) | Populationdata.net (2006) | Populationdata.net (2006) |
| Fotografía | Ranking                                                               | Área metropolitana                                                    | División metropolitana                                                | Estado (s)                                                            | Población                                                             |  | Población                 | Área (km²)                | Densidad (hab./km²)       |
| ---------- | --------------------------------------------------------------------- | --------------------------------------------------------------------- | --------------------------------------------------------------------- | --------------------------------------------------------------------- | --------------------------------------------------------------------- |  | ------------------------- | ------------------------- | ------------------------- |
|            | 1                                                                     | Área metropolitana de Nueva York                                      |                                                                       | NY–NJ–PA                                                              | 18 815 988                                                            |  | 18 112 176                | 1214                      | 10 292                    |
|            | 1                                                                     | Edison                                                                | NJ                                                                    | 2 319 704                                                             |                                                                       |  |                           |                           |                           |
|            | 1                                                                     | Nassau–Suffolk                                                        | NY                                                                    | 2 759 762                                                             |                                                                       |  |                           |                           |                           |
|            | 1                                                                     | Newark–Union                                                          | NJ-PA                                                                 | 2 128 679                                                             |                                                                       |  |                           |                           |                           |
|            | 1                                                                     | Nueva York–White Plains–Wayne                                         | NY-NJ                                                                 | 11 607 843                                                            |                                                                       |  |                           |                           |                           |
|            | 2                                                                     | Área metropolitana de Los Ángeles                                     |                                                                       | California                                                            | 12 875 587                                                            |  | 13 313 809                | 1290                      | 3041                      |
|            | 2                                                                     | Los Ángeles–Long Beach–Glendale                                       | CA                                                                    | 9 878 554                                                             |                                                                       |  |                           |                           |                           |
|            | 2                                                                     | Santa Ana–Anaheim–Irvine                                              | CA                                                                    | 2 997 033                                                             |                                                                       |  |                           |                           |                           |
|            | 3                                                                     | Área metropolitana de Chicago                                         |                                                                       | IL–IN–WI                                                              | 9 524 673                                                             |  | 11 318 384                | 606                       | 4867                      |
|            | 3                                                                     | Chicago–Naperville–Joliet                                             | IL                                                                    | 7 952 540                                                             |                                                                       |  |                           |                           |                           |
|            | 3                                                                     | Gary                                                                  | IN                                                                    | 698 971                                                               |                                                                       |  |                           |                           |                           |
|            | 3                                                                     | Lake County–Kenosha County                                            | IL–WI                                                                 | 873 162                                                               |                                                                       |  |                           |                           |                           |
|            | 4                                                                     | Dallas/Fort Worth Metroplex                                           |                                                                       | Texas                                                                 | 6 145 037                                                             |  | 5 931 956                 | 997                       | 1364                      |
|            | 4                                                                     | Dallas–Plano–Irving                                                   | TX                                                                    | 4 111 529                                                             |                                                                       |  |                           |                           |                           |
|            | 4                                                                     | Fort Worth–Arlington                                                  | TX                                                                    | 2 033 508                                                             |                                                                       |  |                           |                           |                           |
|            | 5                                                                     | Valle de Delaware (Filadelfia)                                        |                                                                       | PA–NJ–DE–MD                                                           | 5 827 962                                                             |  | 5 951 797                 | 349                       | 4201                      |
|            | 5                                                                     | Camden                                                                | NJ                                                                    | 1 246 339                                                             |                                                                       |  |                           |                           |                           |
|            | 5                                                                     | Filadelfia                                                            | PA                                                                    | 3 887 694                                                             |                                                                       |  |                           |                           |                           |
|            | 5                                                                     | Wilmington                                                            | DE–MD–NJ                                                              | 693 929                                                               |                                                                       |  |                           |                           |                           |
|            | 6                                                                     | Gran Houston                                                          | Houston–Sugar Land–Baytown                                            | Texas                                                                 | 5 628 101                                                             |  |                           |                           |                           |
|            | 7                                                                     | Área metropolitana del Sur de la Florida                              |                                                                       | Florida                                                               | 5 413 212                                                             |  |                           |                           |                           |
|            | 7                                                                     | Fort Lauderdale–Pompano Beach–Deerfield Beach                         | FL                                                                    | 1 759 591                                                             |                                                                       |  |                           |                           |                           |
|            | 7                                                                     | Miami–Miami Beach–Kendall                                             | FL                                                                    | 2 387 170                                                             |                                                                       |  |                           |                           |                           |
|            | 7                                                                     | West Palm Beach–Boca Raton–Boynton Beach                              | FL                                                                    | 1 266 451                                                             |                                                                       |  |                           |                           |                           |
|            | 8                                                                     | Área metropolitana de Washington                                      |                                                                       | DC–VA–MD–WV                                                           | 5 306 565                                                             |  | 8 026 607                 | 177                       | 3127                      |
|            | 8                                                                     | Bethesda-Gaithersburg–Frederick                                       | Maryland                                                              | 1 155 518                                                             |                                                                       |  |                           |                           |                           |
|            | 8                                                                     | Washington–Arlington–Alexandria                                       | DC–VA                                                                 | 4 151 047                                                             |                                                                       |  |                           |                           |                           |
|            | 9                                                                     | Área metropolitana de Atlanta                                         | Atlanta–Sandy Springs–Marietta                                        | GA                                                                    | 5 278 904                                                             |  |                           |                           |                           |
|            | 10                                                                    | Gran Boston                                                           |                                                                       | MA–NH                                                                 | 4 482 857                                                             |  | 5 809 111                 | 232                       | 4696                      |
|            | 10                                                                    | Boston–Quincy                                                         | MA                                                                    | 1 858 216                                                             |                                                                       |  |                           |                           |                           |
|            | 10                                                                    | Cambridge–Newton–Framingham                                           | MA                                                                    | 1 473 416                                                             |                                                                       |  |                           |                           |                           |
|            | 10                                                                    | Peabody                                                               | MA                                                                    | 733 101                                                               |                                                                       |  |                           |                           |                           |
|            | 10                                                                    | Rockingham County–Strafford County                                    | NH                                                                    | 418 124                                                               |                                                                       |  |                           |                           |                           |
|            | 11                                                                    | Detroit–Warren–Livonia                                                |                                                                       | Míchigan                                                              | 4 467 592                                                             |  | 5 905 754                 | 370                       | 2395                      |
|            | 11                                                                    | Detroit–Livonia–Dearborn                                              | MI                                                                    | 1 985 101                                                             |                                                                       |  |                           |                           |                           |
|            | 11                                                                    | Warren–Troy–Farmington Hills                                          | MI                                                                    | 2 482 491                                                             |                                                                       |  |                           |                           |                           |
|            | 12                                                                    | Área de la Bahía de San Francisco                                     |                                                                       | California                                                            | 4 203 898                                                             |  | 7 159 693                 | 600                       | 6212                      |
|            | 12                                                                    | Oakland–Fremont–Hayward                                               | CA                                                                    | 2 483 842                                                             |                                                                       |  |                           |                           |                           |
|            | 12                                                                    | San Francisco–San Mateo–Redwood City                                  | CA                                                                    | 1 720 056                                                             |                                                                       |  |                           |                           |                           |
|            | 13                                                                    | Área Metropolitana de Phoenix                                         | Fénix–Mesa–Scottsdale                                                 | AZ                                                                    | 4 179 427                                                             |  |                           |                           |                           |
|            | 14                                                                    | Inland Empire (California)                                            | Riverside–San Bernardino–Ontario                                      | CA                                                                    | 4 081 371                                                             |  |                           |                           |                           |
|            | 15                                                                    | Área metropolitana de Seattle                                         |                                                                       | Washington                                                            | 3 309 347                                                             |  |                           |                           |                           |
|            | 15                                                                    | Seattle–Bellevue–Everett                                              | WA                                                                    | 2 536 182                                                             |                                                                       |  |                           |                           |                           |
|            | 15                                                                    | Tacoma                                                                | WA                                                                    | 773 165                                                               |                                                                       |  |                           |                           |                           |
|            | 16                                                                    | Minneapolis–St. Paul–Bloomington                                      |                                                                       | MN–WI                                                                 | 3 208 212                                                             |  |                           |                           |                           |
|            | 17                                                                    | San Diego–Carlsbad–San Marcos                                         |                                                                       | CA                                                                    | 2 974 859                                                             |  |                           |                           |                           |
|            | 18                                                                    | Gran San Luis                                                         |                                                                       | MO–IL                                                                 | 2 803 707                                                             |  |                           |                           |                           |
|            | 19                                                                    | Área de la Bahía de Tampa                                             | Tampa–St. Petersburg–Clearwater                                       | FL                                                                    | 2 723 949                                                             |  |                           |                           |                           |
|            | 20                                                                    | Área Metropolitana de Baltimore                                       | Baltimore–Towson                                                      | MD                                                                    | 2 668 056                                                             |  |                           |                           |                           |
|            | 21                                                                    | Área metropolitana de Denver-Aurora-Broomfield                        |                                                                       | Colorado                                                              | 2 464 866                                                             |  |                           |                           |                           |
|            | 22                                                                    | Área metropolitana de Pittsburgh                                      |                                                                       | PA                                                                    | 2 355 712                                                             |  |                           |                           |                           |
|            | 23                                                                    | Área Metropolitana de Portland                                        | Portland–Vancouver–Beaverton                                          | OR–WA                                                                 | 2 175 113                                                             |  |                           |                           |                           |
|            | 24                                                                    | Área metropolitana de Cincinnati-Norte de Kentucky                    | Cincinnati–Middletown                                                 | OH-KY-IN                                                              | 2 133 678                                                             |  |                           |                           |                           |
|            | 25                                                                    | Gran Cleveland                                                        | Cleveland–Elyria–Mentor                                               | OH                                                                    | 2 096 471                                                             |  |                           |                           |                           |